# Katla
Katla je velik ognjenik na južni Islandiji. Je zelo dejavna; med letoma 930 in 1918 je bilo zabeleženih 20 izbruhov v časovnih presledkih 13–95 let. V zadnjih stotih letih ni prišlo še do nobenega močnega izbruha, vendar so se domnevno nekajkrat pojavili manjši izbruhi, ki niso prebili ledenega pokrova, vključno z izbruhi leta 1955, 1999 in 2011.
Pretekli izbruhi so po lestvici eksplozivnosti ognjenikov (VEI) od 0 do 8 dosegli stopnjo med 4 in 6. Za primerjavo, izbruh Eyjafjallajökulla v letu 2010 je bil stopnje VEI-4, večji izbruhi VEI-6 pa so primerljivi z izbruhom vulkana Pinatubo leta 1991.

## Geografija in zunanji videz
Katla je eden največjih ognjenikov na Islandiji. Nahaja se severno od vasi Vík í Mýrdal in vzhodno od manjšega ledenika Eyjafjallajökull. Vrh Katle dosega 1512 metrov nadmorske višine in je delno pokrit z ledenikom Mýrdalsjökull. Celoten sistem zavzema površino 595 km³. Del istega ognjeniškega sistema je tudi kanjon Eldgjá.
Kaldera ognjenika Katla ima premer 10 km in je prekrita z 200–700 metri ledu. Katla običajno izbruhne na 40 do 80 let. Razlitje vode pri izbruhu leta 1755 je bilo ocenjeno na 200 000 do 400 000 m³/s, kar je primerljivo s pretokom rek Amazonke, Mississippija, Nila in Jangce skupaj (okoli 266 000 m³/s).

## Izvor imena
Ime Katla izvira iz besede ketill ("kotliček"), ki se nanaša na obliko ognjenika. "Katla" se uporablja tudi kot žensko ime.

## Dejavnost skozi zgodovino
Domneva se, da je Katla izvor plasti "pepela iz Veddeja", preko 6 kubičnih kilometrov piroklastičnega gradiva (tefre), ki ga datirajo na 10 600 let pr. n. št. in so ga odkrili na številnih nahajališčih, vključno z Veddejem na Norveškem, na Danskem, Škotskem in pod severnim Atlantikom.
Od leta 930 je bilo zabeleženih šestnajst izbruhov Katle. Zadnji večji izbruh se je pričel 12. oktobra 1918 in trajal 24 dni. Verjetno je bil izbruh stopnje VEI-5. Posledica izbruha leta 1918 je bila podaljšanje južne obale za 5 kilometrov zaradi odloženega laharja. Odtlej vulkan spi že 100 let, kar je eno najdaljših obdobij v znani zgodovini.
Večji izbruhi so bili:
- 1918 – VEI-4 ali VEI-5; okoli 0,7 km³ izbruhane tvarine
- 1860 – VEI-4
- 1823 – VEI-3
- 1755 – VEI-5; 1,5 km³ izbruhane tvarine. Razlitje vode s 200 000 do 400 000 m³/s
- 1721 – VEI-5
- 1660 – VEI-4
- 1625 – VEI-5
- 1612 – VEI-4
- 1580 – VEI-4
- 934 – VEI-5 ali VEI-6; 5 km³ tefre in 18 km³ lave

Večina teh izbruhov je povzročila ledeniške poplave (jökulhlaup). Preden je bila leta 1974 zgrajena islandska krožna cesta, so se ljudje bali prečkanja nižin pred ognjenikom zaradi pogostih ledeniških poplav in globokih rek. Posebej nevarna le bila ledeniška poplava, ki je sledila izbruhu leta 1918.

## Trenutna dejavnost
Katla kaže znake vzburjenosti od leta 1999 in geologe skrbi, da bi v bližnji prihodnosti lahko izbruhnila. Spremljanje dejavnosti je bilo poostreno po marcu 2010, ko je izbruhnil sosednji manjši ognjenik pod ledenikom Eyjafjallajökull. Izbruh tega bližnjega ognjenika marca in aprila 2010 po skoraj dvestoletnem mirovanju je nekatere geofizike navdal s strahom, da bi utegnil sprožiti izbruh večje in nevarnejše Katle. V zadnjih 1000 letih so vsi trije znani izbruhi Eyjafjallajökulla sprožili kasnejši izbruh Katle.
Po izbruhih Eyjafjallajökulla leta 2010 je 20. aprila islandski predsednik Ólafur Grímsson dejal, da "se čas izbruha Katle bliža … mi (Islandija) smo pripravljeni … skrajni čas je, da se tudi evropske vlade ter letalske družbe po Evropi in svetu začno pripravljati na morebiten izbruh Katle".
Pri Katli se beleži povečana potresna dejavnost vse od izbruha Eyjafjallajökulla, vendar drugi znaki bližnjega izbruha še niso bili opaženi. Do teh potresov prihaja povečini na severozahodnem robu kaldere. 9. oktobra 2010 je bilo na postajah okoli Katle zaznano nenadno harmonično tresenje, ki je znak možnega prihajajočega izbruha.
Od leta 2010 vulkanologi nadalje spremljajo Katlo, zavedajoč se, da je še vsakokrat v znani zgodovini prišlo do njenega izbruha nekaj mesecev po izbruhu Eyjafjallajökulla. Islandski meteorološki urad na svoji spletni strani redno objavlja poročila o potresni dejavnosti tako Eyjafjallajökulla kot Katle.

### Dejavnost leta 2011
Leta 2011 je sodeč po geološki dejavnosti prišlo do zelo majhnega izbruha pod ledom. Junija 2011 je bilo pri Katli spet zaznano harmonično tresenje. Nekaj dni kasneje je v kalderi prišlo do roja potresov, kar je nakazovalo na premikanje magme v ognjeniku in povečalo strahove pred izbruhom v bližnji prihodnosti.
8. in 9. julija je prišlo do nove okrepitve harmoničnega tresenja, ko se je zgodil manjši izbruh Katle. Na ledeniku so se pojavile razpoke, kot tudi kotel. Islandski mediji so poročali, da se je verjetno začel manjši podledeniški izbruh. 9. julija zjutraj je prišlo do ledeniške poplave ("jökulhlaup"-a) v reko Múlakvísl in kasneje tudi v reko Skálm. Most čez Múlakvísl je bil uničen, kot tudi nekateri drugi odseki islandske krožne ceste. Piloti helikopterjev, ki so preletavali ledenik, so poročali tudi o razpokah v ledeniku. Znanstveniki, ki so spremljali dejavnost, so izjavili, da domneve o "zelo majhnem" izbruhu pod ledenikom niso podprte z vizualnimi ali seizmološkimi dokazi.

### Dejavnost v letih 2016 in 2017
Pod Katlo je bilo spet zaznano tresenje konec avgusta 2016.
V ledeniku Mýrdalsjökull je bil 29. avgusta izmerjen potresni roj v severnem pokrovu kaldere Katle. Z magnitudo 4,5 so bili to najmočnejši potresi v Katli vse od leta 1977. 11. septembra je spet prišlo do roja potresov, od katerih je najmočnejši imel magnitudo 3,3.
Februarja 2017 se je potresna dejavnost ognjenika nadaljevala.